# Гнійні рани
Гнійна рана (лат. purulentus vulnera, гній + рана) — запальний інфекційний процес з утворенням гнійного ексудату, що виникає внаслідок потрапляння патологічної флори при травматичному впливі (вогнепальне поранення, укус, механічне пошкодження тощо) з порушенням цілісності покровів.

## Клінічні прояви
Рана набрякає (або набряк «наростає»), наростає гіперемія, посилюються больові відчуття (біль має постійний характер, найчастіше з відчуттям «посіпування» в ділянці рани). Підвищується місцево температура, а згодом — загальна, до 38-400С. Можуть збільшуватись регіонарні лімфатичні вузли та проявлятись лімфангоїт.
В рані появляється гнійно-серозний ексудат який поступово переходить у гнійний.
У важких випадках, при відсутності лікувальних дій, наростає інтоксикаційний синдром аж до інфекційно-токсичного шоку, що набуває загрози для життя постраждалого (пораненого).

## Лікування
Лікування гнійних ран є складним. Найпильніша увага приділяється первинній обробці рани, для чого вдаються до застосування найсучасніших фізичних та хімічних способів: променя лазера, ультразвуку, кріотерапії, обробки рани пульсуючим струменем антисептика та ін. Обов'язковою умовою успішного лікування гнійних ран є застосування дренажу і активний вплив на патогенну мікрофлору.
У практичній хірургії основним методом лікування таких ран є лікування під пов'язкою, тобто в порожнину рани і на її краї вводять певний активний чинник: дезінфікувальний, бактеріостатичний, фітонцидний, залежно від клінічного стану рани та її розміру. Протимікробний чинник і пов'язка забезпечують сприятливий процес гоєння.

### Проблематика у лікуванні
Практика констатує, що широке застосування антибіотиків, цитостатиків, кортикостероїдів, імунодепресантів часом негативно впливає на перебіг гнійно-запального процесу, бо при цьому дуже знижується загальна реактивність організму, виникають ускладнення: алергія, кандидомікоз та інші. Розвивається значна резистентність хвороботворних мікробів до антибіотиків навіть широкого спектра дії. Масове безладне, в зменшених дозах застосування антибіотиків значно змінило видову роль хірургічної інфекції. Зараз на зміну В-гемолітичному стрептококу на перше місце в розвитку гнійних хірургічних процесів виходить патогенний стафілокок, дуже часто в асоціаціях з протеєм, кишковою паличкою чи паличкою синьо-зеленого гною. В останні роки значно зросла роль у розвитку інфікованих ран палички синьо-зеленого гною. Проблема успішної боротьби з хірургічною інфекцією має велике значення, оскільки питома вага хірургічної інфекції в загальній кількості недуг ще залишається значною.
Дія гіпертонічних розчинів при лікуванні гнійних ран короткочасна (2-3 год). Не виправдали себе і різноманітні присипки, які також пошкоджують тканини.
Мазі та емульсії (рідкі мазі) знайшли більш широке застосування. Вони не подразнюють і не пошкоджують тканини. Але їх недоліком є те, що вони не адсорбують ексудат рани і від цього затримуються процеси репарації (відновлення).
Широке застосування в гнійній хірургії знайшли протеолітичні ферменти (трипсин, хімотрипсин, терилітин) у зв'язку з їх некролітичною та протинабряковою властивостями. Недоліком їх є те, що вони не дають повного очищення рани, часто алергізують організм і цим ускладнюють лікування, а також те, що при місцевому застосуванні вони діють короткочасно, не більше 30 хв. Загальна антибіотикотерапія не забезпечує пригнічення розвитку мікроорганізмів у рані, оскільки при запаленні порушується мікроциркуляція пошкодженої ділянки, та й мікроби осідають у некротичній тканині, яка втратила зв'язки з організмом.
Перспективним є випробування для лікувальних потреб багатокомпонентних мазей. Застосування багатокомпонентних композицій дає можливість активно втручатися у лікування гнійного ранового процесу і забезпечує значний лікувальний ефект, скорочує перебіг захворювання в 2-2,5 раза.